# Poder Democrático Social
Poder Democrático Social (Podemos) fue una alianza boliviana creada el año 2005 en La Paz, dirigida por el expresidente Jorge Quiroga, mediante una alianza con el partido político Acción Democrática Nacionalista (ADN) del fallecido Hugo Banzer y con el Partido Demócrata Cristiano (PDC), para afrontar las elecciones del mismo año, obteniendo una votación superior al 25% de los votos válidos computados.
La alianza era de centroderecha y fue opositor al gobierno del presidente de Bolivia Evo Morales. El 16 de marzo de 2006 el partido Acción Democrática Nacionalista anunciaba que la alianza con Podemos quedaba disuelta.
Aproximándose la fecha de las elecciones generales de Bolivia de 2009, el 9 de julio de 2008 el partido generó una alianza con el Partido Demócrata Cristiano, constituyendo la Concertación Podemos-PDC, cuyo fin era presentar la candidatura presidencial de Jorge Quiroga, pero al poco tiempo este desistió.
El 18 de agosto de 2008 la Corte Electoral de Bolivia anunció que la personalidad jurídica del grupo había sido retirada, pues la organización no presentó los libros de registro de sus militantes. El ente electoral le indicó a Podemos que debía tramitar nuevamente su inscripción y cambiar de nombre. Además, desde esa fecha la organización sufrió importantes separaciones, por ejemplo la del expresidente del Senado Óscar Ortiz quien manifestó discrepancias con el partido y prefirió fundar Consenso Popular, partido que terminaría apoyando a Samuel Doria Medina.
Hacia 2009, Podemos desapareció como alianza política, mientras que ADN y PDC aún se encuentran inscritos.

## Resultados electorales

### Presidenciales
| Año  | Fórmula               | Fórmula       | Fórmula           | Primera vuelta | Primera vuelta   | Primera vuelta | Balotaje | Balotaje | Balotaje | Resultado | Nota |
| Año  | Presidente            | Presidente    | Vicepresidente    | votos          | %                | Posición       | votos    | %        | Posición | Resultado | Nota |
| ---- | --------------------- | ------------- | ----------------- | -------------- | ---------------- | -------------- | -------- | -------- | -------- | --------- | ---- |
| 2005 | Jorge Quiroga Ramírez | Jorge Quiroga | María Rene Duchen | 821 745        | \| \| 28.59 % \| | (2°)           |          |          |          | No electo |      |
|      | 28.59 %               |               |                   |                |                  |                |          |          |          |           |      |

### Parlamentarias
| Año  | Votos   | %                | Legisladores | Legisladores | Posición | Notas |
| Año  | Votos   | %                | Senadores    | Diputados    | Posición | Notas |
| ---- | ------- | ---------------- | ------------ | ------------ | -------- | ----- |
| 2005 | 821 745 | \| \| 28.62 % \| | 13/27        | 43/130       | (2°)     |       |
|      | 28.62 % |                  |              |              |          |       |